# Arctogeron
Arctogeron là một chi thực vật có hoa trong họ Cúc (Asteraceae).

## Loài
Chi Arctogeron gồm các loài: